# XBIZ Award for Best Sex Scene - Erotic - Themed
L'XBIZ Award for Best Sex Scene - Erotic - Themed è un premio pornografico assegnato alla scena a tema erotico votata come migliore dalla XBIZ, l'ente che assegna gli XBIZ Awards, uno dei maggiori premi del settore.
Come per gli altri premi, viene assegnato nel corso di una cerimonia che si svolge a Los Angeles, solitamente nel mese di gennaio, dal 2020.

## Vincitori

### Anni 2020
| Anno | Vincitori                   | Titolo      |
| ---- | --------------------------- | ----------- |
| 2020 | Abella Danger Small Hands   | Her and Him |
| 2021 | Scarlit Scandal Ryan McLane | Obsessed    |